# Lantana zahlbruckneri
Lantana zahlbruckneri là một loài thực vật có hoa trong họ Cỏ roi ngựa. Loài này được Hayek mô tả khoa học đầu tiên năm 1908.